# Munți în Germania

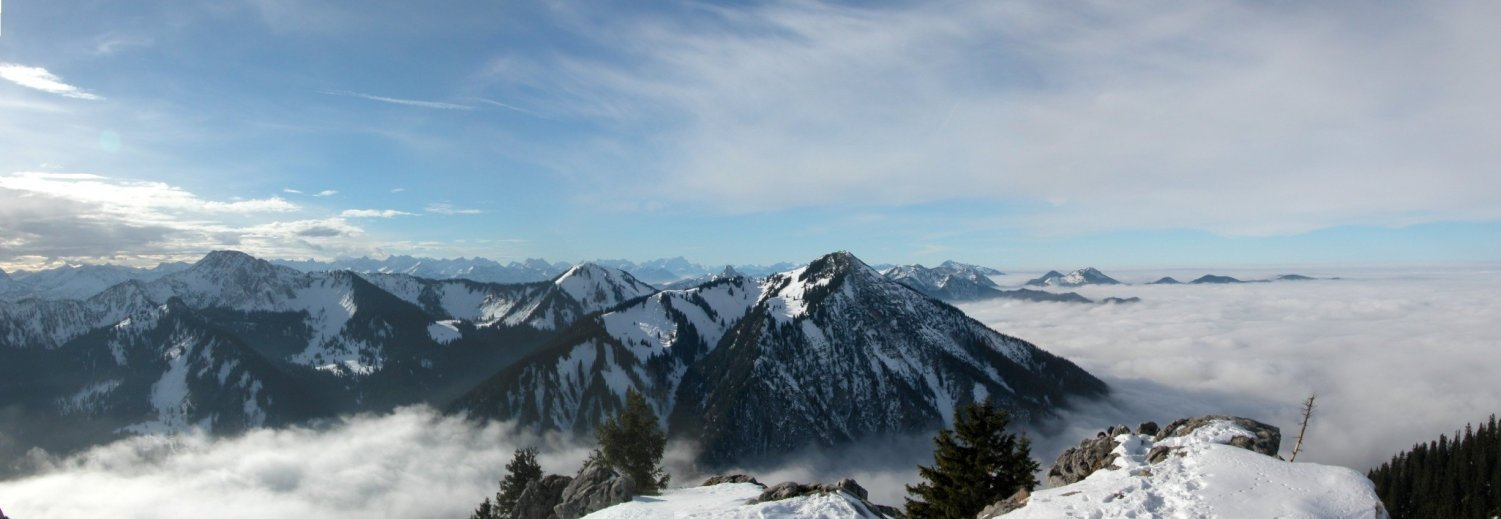
Vedere spre vest Wallberg și (Mangfallgebirge)

Munții în Germania se pot împărți în: 

### Munți înalți
- Alpii bavarezi (Bayerische Alpen) situați la granița sudică a regiunilor guvernamentele Oberbayern și Schwaben, ei se se întind de la Bad Reichenhall până în Allgäu. Alpii bavarezi sunt o parte din partea de nord a „Alpilor Calcaroși” (Kalkaplen) care sunt subîmpărțiți în:
- Allgäuer Alpen
- Ammergauer Alpen
- Wettersteingebirge
- Bayerischen Voralpen cu Estergebirge,
- Benediktenwandgruppe cu Mangfallgebirge și Walchenseebergen,
- Karwendel
- Chiemgauer Alpen
- Berchtesgadener Alpen

Cel mai înalt vârf din Alpii bavarezi, și Germania este Zugspitze (2962 m)

### Munții Mittelgebirge
Munții Mittelgebirge sunt munți de înălțime mijlocie între câteva sute de metri până la 1.600 m înălțime:
Ahrgebirge, Bayerischer Wald, Ebbegebirge, Eggegebirge, Eifel, Elstergebirge, Erzgebirge, Fichtelgebirge, Fränkischer Jura (Altmühlalb), Fränkische Schweiz, Harz, Haßberge, Hunsrück, Kellerwald, Kyffhäuser, Leinebergland, Nordpfälzer Bergland, Odenwald, Rhön, Rothaargebirge, Sauerland, Schwäbische Alb, Schwarzwald, Spessart, Taunus, Teutoburger Wald, Thüringer Wald, Vogelsberg, Weserbergland, Westerwald, Wiehengebirge, Zittauer Gebirge.